# 1-й Басманный переулок
Пе́рвый Басма́нный переу́лок — улица в центре Москвы в Красносельском и Басманном районах между Новой Басманной и Новорязанской улицами.

## Происхождение названия
Переулок проложен в 1909—1910 годах; назван по Новой Басманной улице, к которой примыкает.

## Описание

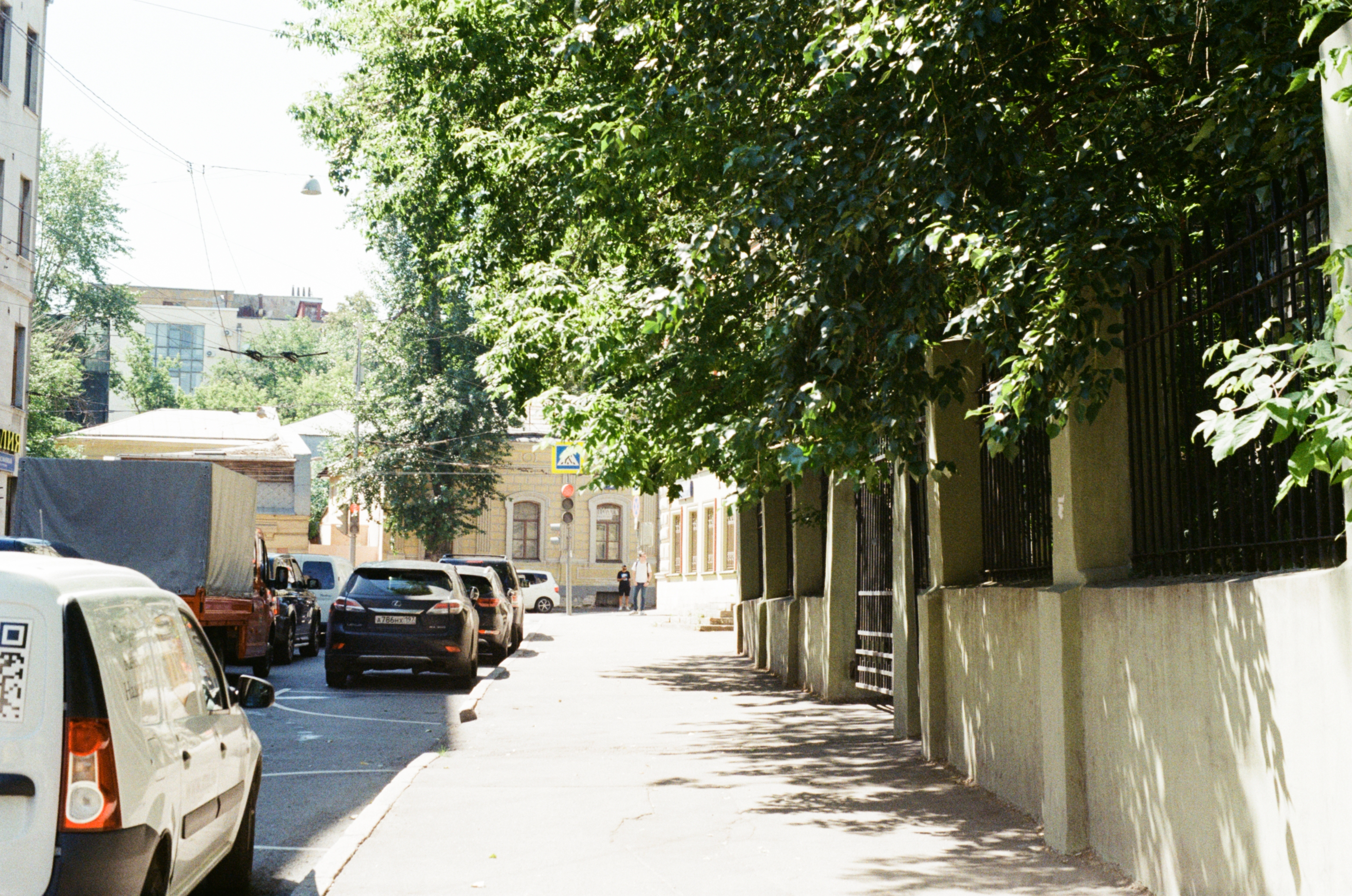
Первый Басманный переулок летом

Басманный переулок начинается от Новой Басманной улицы, проходит на север и заканчивается на Новорязанской улице, далее переходит в Ольховскую улицу.

## Примечательные здания и сооружения

### по нечётной стороне
- № 3 — Институт мировых цивилизаций; во дворе в 2016 году установлен памятник Владимиру Жириновскому;
- № 3, строение 1 — кафе «Янтарь»;

### по чётной стороне
- № 2А — Желдорфармация;
- № 2А, строение 1 — Межрегиональный центр библиотечного сотрудничества;
- № 4 — Доходный дом (1912, архитектор С. А. Чернавский);
- № 6 — Доходный дом Г. Э. Эберлинга (1911, архитектор К. А. Грейнерт), в настоящее время — ДЕЗ Центрального адм. округа, Басманный р-н;
- № 6, строение 4 — секретариат Интеграционного комитета Евразийского экономического сообщества; Федеральный фонд поддержки малого предпринимательства;
- № 8 — Общежитие Общества попечения о девицах евангелического вероисповедания (1911, арх. Т. Я. Бардт). В настоящее время — Центральная станция переливания крови Федерального агентства по здравоохранению и социальному развитию в г. Москве;
- № 10 — Гимназия Ф. Л. Мансбах (1913—1914, архитектор Б. М. Великовский), в настоящее время — Департамент социальной защиты населения г. Москвы, Центр автоматизированного начисления социальных выплат и подготовки аналитической информации по социальной защите населения г. Москвы;
- № 12 — доходный дом «Мясницкого квартирного товарищества» (1913, архитектор Б. М. Великовский). Здесь в 1912—1947 годах жил геофизик, специалист по физике моря В. В. Шулейкин[2].